# Barry Pottle
Barry Pottle, né en 1961, est un artiste, conservateur et photographe inuk, originaire de Rigolet, au Nunatsiavut, au Labrador. Cette communauté, la plus au sud reconnue dans le monde inuit, a influencé son parcours artistique. Résidant à Ottawa, il explore à travers la photographie les réalités contemporaines des Inuits, tant dans le Nord que dans les centres urbains. Son travail aborde des thèmes tels que l’identité inuite, les effets du colonialisme, la justice alimentaire et le changement climatique. Ses œuvres ont été exposées au Canada et à l’international, contribuant au développement de la photographie inuit contemporaine.

## Biographie
Barry Pottle est un photographe inuk originaire de Rigolet, dans la région de Nunatsiavut, au Labrador. Issu d’une communauté étroitement liée à la mer et à la glace, il grandit dans un environnement imprégné des traditions inuites avant de s’installer à Ottawa, où il poursuit des études en études autochtones à l’Université Carleton. Après l’obtention de son diplôme, il travaille au sein d’Affaires autochtones et du Nord, tout en développant un intérêt croissant pour la photographie comme moyen de documenter la vie des Inuits urbains,.
Sa carrière artistique débute avec une exposition à la Carleton Art Gallery, où il réalise que la photographie est un médium encore sous-exploré dans l’art inuit. Il s’y consacre alors pleinement, combinant approche documentaire et artistique pour capturer les réalités contemporaines des Inuits, autant dans le Nord que dans les centres urbains du Canada,. Parmi ses séries les plus marquantes, Awareness Series (2009-2016) aborde le Système des numéros d’identification inuit imposé par le gouvernement canadien, tandis que Foodland Security et Ice Works explorent respectivement les enjeux de justice alimentaire et les effets du changement climatique sur la culture inuite,,,.
Malgré plus de vingt ans passés à Ottawa, Pottle demeure profondément attaché à sa communauté d’origine. Son frère, Derrick Pottle, est un sculpteur reconnu qui documente la chasse et les traditions inuit. Ensemble, ils témoignent des transformations qui affectent leur peuple et défendent la préservation et l’évolution de l’identité inuit. À travers son travail, Barry Pottle continue de donner une voix aux Inuits d’aujourd’hui et contribue au développement de la photographie inuit contemporaine,,.

## Carrière artistique
Barry Pottle se distingue par son travail photographique documentant l'expérience contemporaine des Inuits, en particulier ceux vivant en milieu urbain,. Sa première exposition a eu lieu à la Carleton Art Gallery, ce qui a marqué le début de son engagement dans la photographie comme moyen d'expression artistique et documentaire.
Son travail explore des thématiques variées, notamment l'identité inuite, les impacts du colonialisme et les conséquences du changement climatique sur les communautés du Nord,,. À travers ses œuvres, il cherche à déconstruire les stéréotypes sur les Inuits et à illustrer les réalités de la vie inuite dans un cadre urbain. Il met en lumière des enjeux comme la justice alimentaire, l’histoire du Système des numéros d’identification inuit, et la disparition progressive de la glace, un élément fondamental de la culture inuit,.
Ses œuvres ont été exposées dans de nombreuses galeries et musées, dont l'Art Gallery of Guelph, l'Art Gallery of Ontario et le Musée canadien de l’histoire,,. Il a également participé à des expositions internationales, notamment aux États-Unis et au Canada, où son travail a été salué pour sa profondeur et son engagement social.

## Distinctions et récompenses
Barry Pottle a été nommé pour le Paul de Hueck and Norman Walford Fund Award, un prix récompensant l'excellence dans le domaine de la photographie. Bien qu'il n'ait pas remporté cette distinction, sa contribution à l’art inuit contemporain a été largement reconnue par les institutions artistiques et culturelles,.
Ses œuvres font partie des collections de plusieurs institutions prestigieuses, notamment l'Art Gallery of Hamilton, l'Université de Carleton, la collection du gouvernement du Nunatsiavut et la collection d’art de la ville d’Ottawa.

## Principales oeuvres
Barry Pottle utilise la photographie pour aborder des thèmes liés à l’identité inuite, au colonialisme et aux changements environnementaux. Ses œuvres les plus notables incluent :
- Awareness Series (2009-2016) : Cette série de 19 images dénonce le système des numéros d’identification inuit imposé par le gouvernement canadien entre 1940 et 1970. À travers la juxtaposition de portraits et des disques numérotés, Pottle illustre l’impact de cette politique sur l’identité inuit et la mémoire collective. Exposée dans plusieurs galeries, dont l’Art Gallery of Hamilton, elle a aussi figuré dans l’exposition itinérante De-Colonize Me[1],[8],[9],[10],[11].
- Foodland Security (2012) : Ce projet met en évidence les défis de la sécurité alimentaire pour les Inuits, en particulier ceux vivant en milieu urbain. Pottle y expose les obstacles liés à l’accès aux aliments traditionnels, soulignant l’impact du colonialisme, la hausse des prix et les effets du changement climatique sur les ressources alimentaires[1],[8],[11].
- Ice Works : Cette série explore les conséquences du réchauffement climatique sur les communautés inuites, notamment la fonte des glaces et ses répercussions sur la chasse et la sécurité alimentaire. Pottle y associe des images illustrant la transformation rapide du paysage arctique et la difficulté des Inuits à maintenir leurs pratiques ancestrales[1],[3],[8],[11].

## Collections muséales
Les œuvres de Barry Pottle sont intégrées dans les collections de nombreuses institutions artistiques et culturelles au Canada et à l’étranger. Parmi elles, on retrouve l'Art Gallery of Hamilton, le Musée canadien de l’histoire, le Musée des beaux-arts du Canada, l'Art Gallery of Guelph, l'Art Gallery of Ontario, la Legacy Art Gallery (Université de Victoria), la Galerie d’art d’Ottawa et la Collection d’art de la Ville d’Ottawa,,,,. Son travail est également conservé dans des institutions académiques telles que l’Université Carleton (Département de l’équité), la Rooms Provincial Art Gallery, le Centre d’études canadiennes de l’Université de Washington à Seattle et le Centre d’art autochtone d’Affaires autochtones et du Nord. En plus de ces collections publiques, certaines de ses œuvres font également partie de collections privées,,.

## Performances et expositions
Parmi une liste non exhaustive :

### Expositions collectives
- Pottle, Barry. ᐊᕙᑖᓂᑦ ᑕᒪᐃᓐᓂᑦ ᓄᓇᑐᐃᓐᓇᓂᑦ / Among All These Tundras (group exhibition). Onsite Gallery, Ontario College of Art and Design University, Toronto, Ontario, September 18–December 7, 2019[14].
- Pottle, Barry. Future Possible: Art of Newfoundland and Labrador from 1949 to Present (group exhibition). The Rooms Provincial Museum, St. John’s, Newfoundland, May 18–September 22, 2019[15].
- Pottle, Barry. ᐊᕙᑖᓂᑦ ᑕᒪᐃᓐᓂᑦ ᓄᓇᑐᐃᓐᓇᓂᑦ / Among All These Tundras (group exhibition). Esker Foundation, Calgary, Alberta, June 1–August 30, 2019.[16]
- Pottle, Barry. No Borders Art Festival (group exhibition). Nectar Centre, Ottawa, Ontario, May 11–25, 2019[17].
- Pottle, Barry. Without Boundaries: Visual Conversations (group show). Carrie M. McLain Memorial Museum, Nome, Alaska, March 2019[18].
- Pottle, Barry. Kaleidoscope: 2018 Additions to the City of Ottawa Art Collection (group exhibition). City of Ottawa Art Gallery, Ottawa, Ontario, December 6, 2018–January 30, 2019[19].
- Pottle, Barry. ᐊᕙᑖᓂᑦ ᑕᒪᐃᓐᓂᑦ ᓄᓇᑐᐃᓐᓇᓂᑦ / Among All These Tundras (group exhibition). Leonard and Bina Ellen Art Gallery, Concordia University, Montreal, Quebec, September 4–October 27, 2018[20].
- Pottle, Barry. Gathering Place (group exhibition). Ontario Legislative Assembly, Toronto, Ontario, December 18, 2017–December 31, 2018[21].
- Pottle, Barry. Àdisòkàmagan / Nous connaître un peu nous-mêmes / We’ll All Become Stories (group exhibition). Ottawa Art Gallery, Ottawa, Ontario, April 28–September 16, 2018[19].
- Pottle, Barry. Without Boundaries: Visual Conversations (group exhibition). Institute of Native American Arts, Sante Fe, New Mexico, February 16–July 29, 2018[22].
- Pottle, Barry. Raise a Flag: Works from the Indigenous Art Collection (2000-2015) (group exhibition). Onsite Gallery, Ontario College of Art and Design University, Toronto, Ontario, September 16–December 10, 2017[23].
- Pottle, Barry. Bonavista Biennale (group exhibition). Bonavista, Newfoundland, August 15–September 15, 2017[24].
- Pottle, Barry. It’s Complicated by the 007 Collective (group exhibition). Central Art Garage, Ottawa, Ontario, June 15–July 31, 2017[25].
- Pottle, Barry. SakKijâjuk: Art and Craft from Nunatsiavut (group exhibition–touring). The Rooms Provincial Art Gallery, St. John’s, Newfoundland, October 8, 2016–January 15, 2017; Art Gallery of Nova Scotia, Halifax, Nova Scotia, June 17–September 10, 2017; Winnipeg Art Gallery, Winnipeg, Manitoba, May 26– October 14, 2018[26].
- Pottle, Barry. Without Boundaries: Visual Conversations (group exhibition). Anchorage Museum, Anchorage, Alaska, September 30, 2016–February 12, 2017[27].
- Pottle, Barry. Community Freezer presented by iNuit Blanche (group exhibition). Eastern Edge Gallery, St. John’s, Newfoundland, October 8–21, 2016[28].
- Pottle, Barry. Keeping Record: The Documentary Impulse in Inuit Art (group exhibition). Carleton University Art Gallery, Ottawa, Ontario, May 2–August 28, 2016[19].
- Pottle, Barry. SakKijâjuk: Labrador Inuit Art (group exhibition). Happy Valley-Goose Bay, Newfoundland, November 19–23, 2015[29].
- Pottle, Barry. New Voices: An Exhibition of Recent Acquisitions, Part 2 (group exhibition). Aboriginal Art Centre, Aboriginal Affairs and Northern Development Canada, Gatineau, Quebec, September–December 31, 2015[30].
- Pottle, Barry. At Home and Away, the Photographs of Barry Pottle and Chris Sampson. Bruin Provincial Museum (a division of the Rooms), St. John’s, Newfoundland, May–October 2015[31].

### Expositions seules
- Pottle, Barry. Flash Photography Festival, Winnipeg Art Gallery Gift Shop, Winnipeg, Manitoba, October 2018[32].
- Pottle, Barry. Barry Pottle: Urban Inuit Photography (solo exhibition). ShowWAG, Winnipeg Art Gallery, Winnipeg, Manitoba, Friday, May 25–August 22, 2018[33].
- Pottle, Barry. Awareness Series (solo exhibition). Hamilton Art Gallery, Hamilton, Ontario, June 28, 2017– January 14, 2018[34].
- Pottle, Barry. Awareness Series (solo exhibition). Feheley Fine Arts, Toronto, Ontario, May 28–July 30, 2016[35].
- Pottle, Barry. Urban Inuit, Barry Pottle Photographs (solo exhibition). Feheley Fine Arts, Toronto, Ontario, May–July 2015[33].